# Sínodo de Pistoya
El Sínodo de Pistoya fue un sínodo diocesano convocado en 1786 por el obispo Scipione de Ricci y animado por el teólogo Pietro Tamburini, con la intención de reformar la Iglesia católica, basándose en las teorías doctrinales del jansenismo. Fue condenado por el papa Pío VI por medio de la bula Auctorem Fidei de 1794.

## Desarrollo del Sínodo
El sínodo de Pistoya fue convocado por Scipione de Ricci, obispo de Pistoya y Prato, en Toscana. El idéologo fue el teólogo Pietro Tamburini, profesor de la Universidad de Pavía. El lugar de reunión fue la Iglesia de San Benedetto, que más tarde fue llamada de San Leopoldo por el obispo de Ricci. Se llevaron a cabo siete sesiones que van del 19 al 28 de septiembre de 1786. Protector del sínodo fue el Gran Duque de Toscana, Pietro Leopoldo, futuro emperador Leopoldo II del Sacro Imperio Romano Germánico.

## Decretos del Sínodo
Los decretos emanados por el sínodo se pueden dividir en cinco grandes temas: sobre la fe, la Iglesia, la gracia y la predestinación, los sacramentos, la oración y el culto público.
La profesión de fe de Pistoya es ortodoxa; pero se ataca el culto al Sagrado Corazón de Jesús y otras devociones populares. En cuanto a la primera, para los obispos reunidos en el sínodo, se trataba una adoración ilegítima porque separa la única persona de Cristo, adorando la humanidad separada de la divinidad.
Para el sínodo, la Iglesia tiene la tarea de conservar el depósito de la fe y de la moral, cuya verdad hunde sus raíces en la antigüedad, por lo tanto las adiciones posteriores son falsas. Para los padres sinodales la verdadera Iglesia es la comunidad de pastores de Cristo de los que el papa es solo la cabeza ministerial.
En lo que toca a la doctrina de la gracia y la predestinación, los obispos de Pistoya, dicen que en los últimos siglos se ha oscurecido la verdad y plantean necesario retornar a la antigüedad, en particular a la doctrina de san Agustín de Hipona.
Como en el Concilio de Trento, Pistoya reconoce el número de siete sacramentos, y para cada uno de ellos establece una doctrina. 
1. Bautismo: debe ser obligatorio dentro las veinticuatro horas del nacimiento de un niño, incluso sin el permiso de sus padres.
2. Eucaristía: Se deben evitar las discusiones con la intención de explicar la presencia real de Cristo en las formas consagradas, no se habla de la Transustanciación, se elimina la comunión eucarística fuera de la misa y se introducen la lengua vulgar y la lectura a alta voz de las oraciones de la misa.
3. Penitencia: Se debe realizar una sola vez en la vida.
4. Unción de los enfermos: la unción se puede recibir en varias ocasiones, por tanto la doctrina de recibirla solo al final de la vida es un abuso de la Iglesia.
5. Orden: El sínodo hace un énfasis en la formación del clero y en la autoridad de este en sus respectivas jurisdicciones.

Sobre la oración, el sínodo pone en guardia de las falsas devociones, como el Sagrado Corazón y el Viacrucis, regula especialmente las devociones marianas, condena la falsa adoración de las imágenes milagrosas, obliga a quitar de las iglesias las estatuas o pinturas que no hagan referencia al misterio de Cristo y se suprimen los altares laterales.
Sobre el culto público se debe rendir honores al soberano, el oficio de difuntos cada domingo en las parroquias, reforma del breviario, reducción de las novenas, de las procesiones, de las fiestas y transferimiento de las fiestas al domingo. 

## Aceptación del Sínodo
Para Scipione de Ricci, este sínodo debía ser el primer paso para el nacimiento de una iglesia nacional, independiente de Roma. El sínodo duró solo diez días y el trabajo consistió prácticamente en la aprobación de decretos ya preparados precedentemente. El espíritu general del sínodo, antirromano y anticurial, se manifiesta en algunos artículos: confirma los artículos galicanos de 1682, aprueba las tesis de jansenistas contra la devoción del Sagrado Corazón, de los ejercicios espirituales y de las misiones populares; fusiona a los religiosos en una sola orden y suprime los votos de pobreza y obediencia.
Ricci se apresuró a que las decisiones de Pistoya se convirtieran en un patrimonio común con el Estado. Pero el concilio nacional celebrado en Florencia en 1787, que tenía que confirmar las decisiones de Pistoya, representó en cambio un duro golpe contra Scipione. La mayor parte del episcopado toscano se mostró desfavorable al sínodo, de hecho, hubo un ataque del popular a la sede episcopal de la ciudad, porque Ricci había desacreditado el Santo Cíngulo de la Virgen, la reliquia más preciada de la región.
En 1790 Pietro Leopoldo dejó la Toscana para tomar posesión del trono del Sacro Imperio. Así el obispo de Pistoya perdía a uno de sus más fuertes aliados y tuvo que resignarse a la dimisión, acaecida en 1791.

## Condena
El 28 de agosto de 1794, con la bula Auctorem Fidei, el papa Pío VI condenó 85 tesis aprobadas por el sínodo de Pistoya, declarando 7 de ellas como heréticas, y las otras como cismáticas, erróneas, subversivas, falsas, temerarias, caprichosas, con notas de herejía, injuriosas, malsonantes, ofensivas, escandalosas, perniciosas, inductivas al error, que llevan al desorden, en fin, que se oponían a la fe, las costumbres, la autoridad, el derecho eclesiástico, la potestad jerárquica, la práctica de los santos, la dignidad del sacramento y los concilios ecuménicos, especialmente Trento.
Scipione de Ricci tuvo que huir para no ser condenado en 1805; en un encuentro con el papa Pío VII en Florencia abjuró de sus tesis y renunció a toda doctrina contraria a la Iglesia católica, especialmente al jansenismo. Algunos historiadores ven en ello la derrota definitiva del jansenismo, aunque éste continuó con algunos simpatizantes, siendo adoptadas algunas de sus tesis en el ámbito litúrgico tras el Concilio Vaticano II. Así, la intervención de los cardenales Ottaviani y Bacci en 1969 contra la nueva misa de Pablo VI afirmó que esta liturgia caía en «el excesivo y malsano arqueologismo» condenado por Pío XII, que —en palabras de este pontífice— «despertó el Concilio ilegítimo de Pistoya», y cuya aplicación «resucitaría los múltiples errores que un día provocó ese conciliábulo».